# المشرف (كعيدنة)

تعديل مصدري - تعديل

المشرف، حجاجة هي إحدى قرى عزلة الغربي بمديرية كعيدنة التابعة لمحافظة حجة، بلغ تعداد سكانها 164 نسمة حسب تعداد اليمن لعام 2004.